# Bridewell Palace

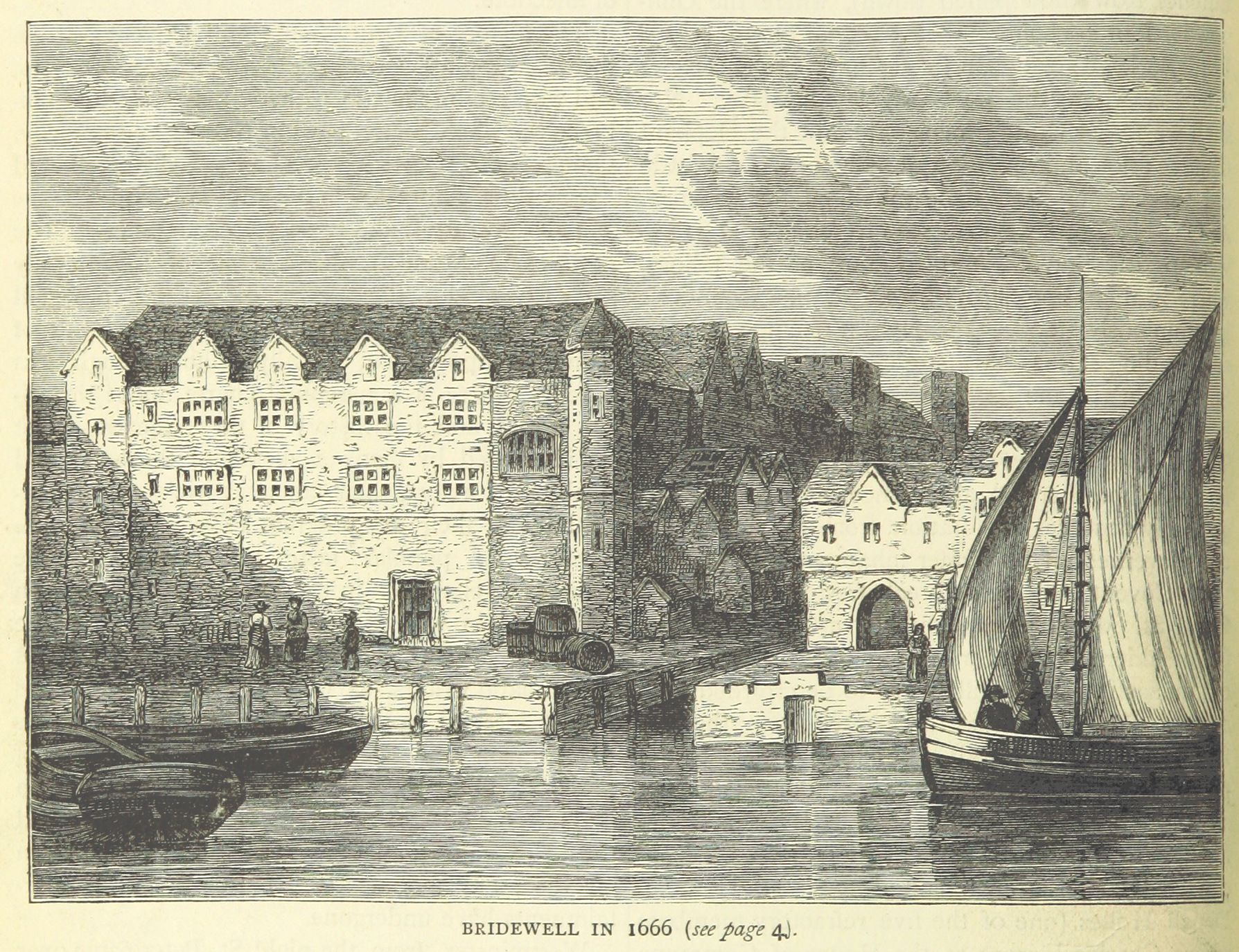
Bridewell in 1666

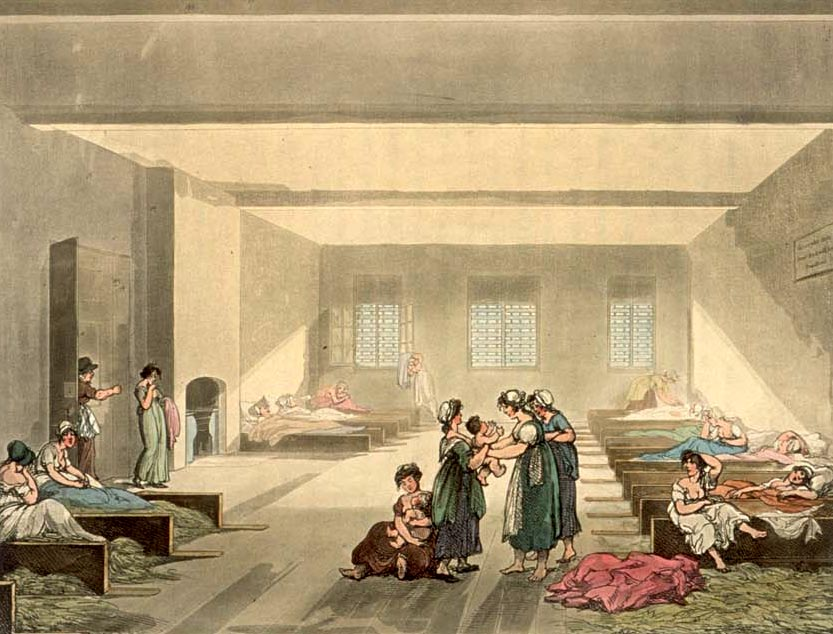
De Pass Room van Bridewell, weergegeven door Thomas Rowlandson en Auguste Charles Pugin voor Ackermanns Microcosm of London (1808-1811).

Bridewell Palace in Londen was een 16e-eeuwse residentie van koning Hendrik VIII en werd later een tuchthuis, een school en een gevangenis. Na verloop van tijd werd 'bridewell' een generieke naam voor detentiecentra en politiestations in Engeland, Ierland en Canada.

## Geschiedenis
Het paleis werd oorspronkelijk gebouwd door Hendrik VIII aan de kade van de Fleet op de plek van de herberg St Bride's Inn. De naam verwijst naar de heilige Brigida van Ierland, aan wie ook een nabijgelegen bron en kerk waren gewijd. De bouw was oorspronkelijk een project van kardinaal Thomas Wolsey en kostte 39.000 pond. De gebouwen waren geschikt rond twee rechthoekige binnenpleinen. 
Van 1515 tot 1523 had Hendrik VIII er zijn hoofdverblijf. Een pauselijke delegatie logeerde er in 1528 om de scheiding van de koning en Catharina van Aragon te bespreken. Na de val van Wolsey werd het paleis in 1530 ontruimd door de koninklijke familie. Van 1531 tot 1539 werd het verhuurd aan de Franse ambassadeur, zoals te zien op het schilderij De ambassadeurs van Hans Holbein de Jonge.
Op verzoek van bisschop Ridley schonk koning Edward VI het paleis in 1553 aan de City of London om dakloze kinderen en wanordelijke vrouwen te disciplineren. Er kwamen een gevangenis, een ziekenhuis en werkplaatsen. Het geheel kwam bekend te staan als Bridewell Royal Hospital. De naam 'bridewell' werd ook gegeven aan andere Londense gevangenissen, waaronder Clerkenwell Bridewell en Tothill Fields Bridewell.
Het paleis werd verwoest door de Grote Brand van Londen en herbouwd in 1666-1667. In 1700 werd het gebouw de eerste gevangenis waaraan een arts was verbonden. De gevangenis werd in 1855 gesloten en de gebouwen werden in 1863-1864 gesloopt. De school werd verplaatst naar Surrey onder de naam King Edward's School.
Het toegangsgebouw, gereconstrueerd in de stijl van het origineel, is opgenomen in een kantorencomplex aan New Bridge Street 14. Het bevat een reliëfportret van Edward VI.